# Cipoia ramosa
Cipoia ramosa là một loài thực vật có hoa trong họ Podostemaceae. Loài này được C.P.Bove, C.T.Philbrick & Novelo mô tả khoa học đầu tiên năm 2006.